# Présence féminine
 (juillet 2025).
Pour plus de détails, voir Fiche technique et Distribution.
Présence féminine est un court métrage français réalisé par Éric Rochant et sorti en 1987.

## Synopsis
Une jeune femme arrive chez un ami avec une valise anormalement lourde. Peu après son installation, son hôte sent une présence étrangère et voit des rabbins partout… 

## Fiche technique
- Réalisation : Éric Rochant
- Production : Les Productions Lazennec
- Directeur de la photographie : Arnaud Desplechin
- Musique : Gérard Torikian
- Montage : Michèle Darmon
- Durée : 16 minutes
- Date de sortie : 1987

## Distribution
- Isabel Otero
- Marc Berman

## Distinctions
- César du meilleur court métrage de fiction en 1988